# Hanna Burmistrowa
Hanna Wiktoriwna Burmistrowa (ukr. Ганна Вікторівна Бурмістрова;  ur. 16 czerwca 1977 w Rostowie nad Donem) – ukraińska piłkarka ręczna, medalistka olimpijska.
Grała m.in.w klubie Motor Zaporoże. Wystąpiła na letnich igrzyskach olimpijskich w Atenach, na których Ukraina zdobyła brązowy medal olimpijski. Burmistrowa zdobyła dla reprezentacji 17 bramek.
Odznaczona Orderem Księżnej Olgi III stopnia (2004).